# Imca Marina
Imca Marina, nome d'arte di Hendrikje Imca Bijl (Groninga, 13 maggio 1941), è una cantante e scrittrice olandese.

## Biografia
Figlia di un elettricista, è diventata famosa nel 1972 con la canzone pop Viva España (Die Sonne scheint bei Tag und Nacht), che comunque rimane il suo unico successo di questa portata in lingua tedesca. A parte un paio di altre hit in tedesco, la cantante ha avuto un successo duraturo soprattutto nella sua terra d'origine. Altri successi: Harlekino e Bella Italia.
Nel frattempo si è anche fatta un nome come scrittrice.
Il suo nome d'arte è formato dal suo secondo nome e dal secondo nome della madre.
Con il suo compagno di vita Steven Porter ha un figlio, Floris.
Imca Marina vive in una fattoria nella località di Midwolda, nel comune di Scheemda, nella provincia di Groninga.